# Мехатроніка

Діаграма взаємоперетину різних галузей науки і техніки, на основі яких формується Мехатроніка

Мехатро́ніка (рос. мехатроника, англ. mechatronics, нім. Mechatronik) — галузь науки і техніки, заснована на синергетичному об'єднанні вузлів точної механіки з електронними, електротехнічними і комп'ютерними компонентами, що забезпечують проєктування і виробництво якісно нових модулів, систем і машин з інтелектуальним управлінням їх функціональними рухами. Мехатроніка є своєрідною сучасною філософією проєктування складних керованих технічних об'єктів.

## Загальна характеристика
Термін «мехатроніка» введений японцем Тецуро Моріа (Tetsuro Moria), старшим інженером компанії Yaskawa Electric, у 1969 році. Ця назва отримана комбінацією слів «МЕХАніка» і «елекТРОНІКА». Незважаючи на наявність стандартного визначення, мехатроніка залишається дещо спірним поняттям. Часто цей термін використовують в значенні електромеханіка, що є спірним, але допустимим.
Завдання мехатроніки як науки полягає в інтеграції знань з таких раніше відособлених областей, як прецизійна механіка і комп'ютерне керування, інформаційні технології і мікроелектроніка. На стиках цих наук і виникають нові ідеї мехатроніки. Науково-технічне рішення можна вважати мехатронним, якщо компоненти не просто взаємодіють один з одним, але при цьому утворена система має нові властивості, які не були властиві її складовим.

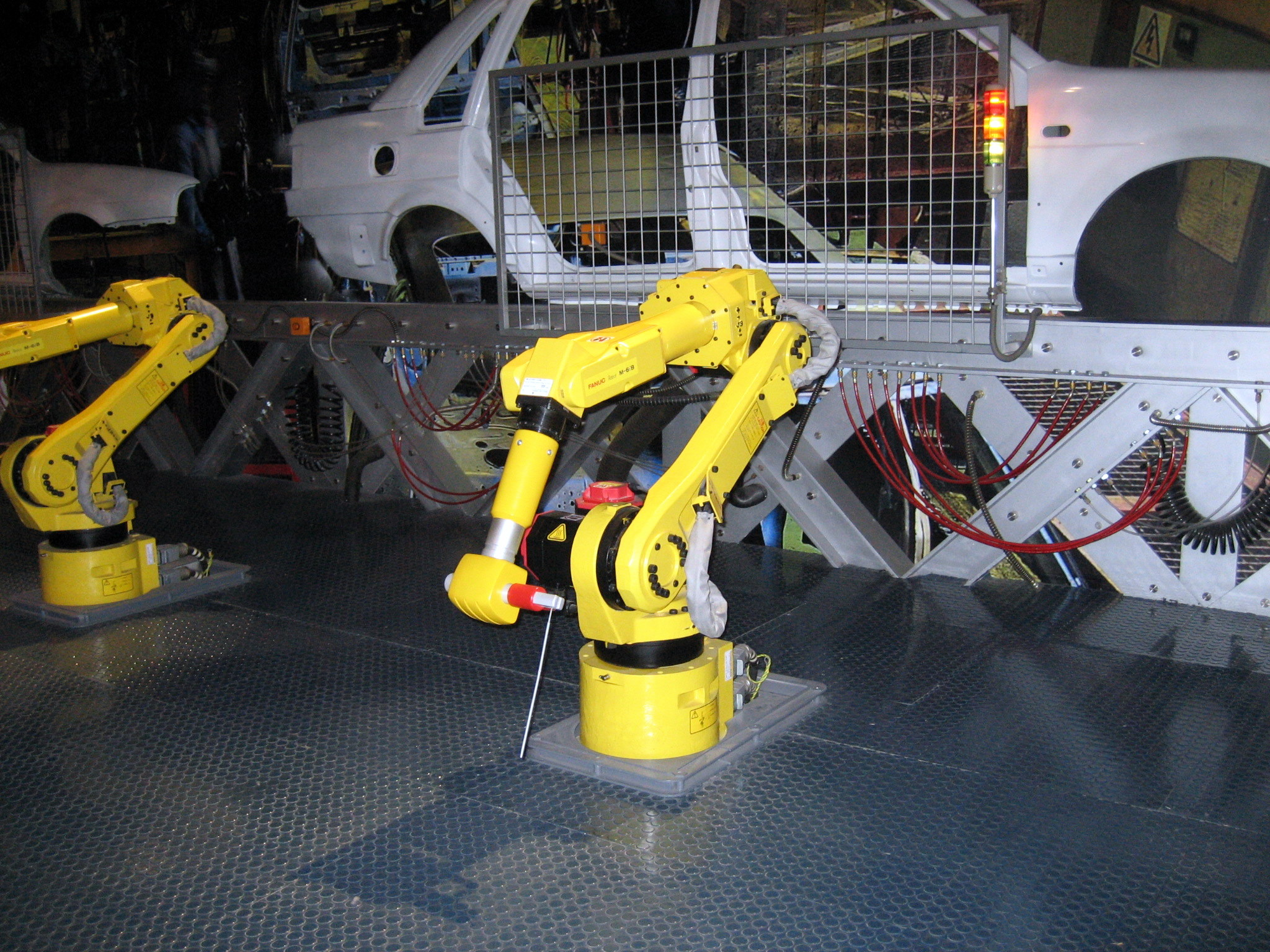
Мехатронна система

Мехатронний підхід до проєктування гірничого обладнання полягає в тому, що при проєктуванні складного гірничого обладнання такі об'єкти повинні створюватися як органічні цілісні електро-механо-гідро-електронні технічні системи, що включають електронно-комп'ютерну апаратуру автоматизованого управління.
Мехатроніка вже увійшла не лише до професійного, але і у повсякденне життя сучасної людини. Адже і домашні побутові машини, і трансмісії нових автомобілів, і цифрові відеокамери, і дисководи комп'ютерів побудовані на мехатронних принципах. Відповідні технології використовуються в екзоскелетах, наприклад, для генерації електроенергії під час ходьби.
Останнім часом декількома компаніями (включаючи Google) активно ведуться роботи зі створення автомобіля без водія, автомобіля керованого комп'ютером. В експериментах беруть участь десятки автомобілів різних класів. За даними Google їх автомобілі станом на липень 2018 року в автономному режимі проїхали майже 13 млн кілометрів.